# Heavy (bài hát của Linkin Park)
"Heavy" là một bài hát của ban nhạc rock người Mỹ Linkin Park, với sự góp mặt của ca sĩ khách mời người Mỹ Kiiara. Bài hát là đĩa đơn đầu tiên trong album phòng thu thứ 7 của họ, One More Light. Bài hát được sáng tác bởi các thành viên Linkin Park là Chester Bennington, Brad Delson và Mike Shinoda cùng với Julia Michaels và Justin Tranter. Đĩa đơn được phát hành để tải xuống vào ngày 16 tháng 2 năm 2017 và được công bố trên đài phát thanh vào ngày 21 tháng 2. Đây là đĩa đơn cuối cùng của ban nhạc được phát hành trong cuộc đời của Bennington.

## Sáng tác và ghi âm
Các thành viên ban nhạc Chester Bennington, Mike Shinoda và Brad Delson đã làm việc với Julia Michaels và Justin Tranter trong quá trình đồng sáng tác lời bài hát, 2 người họ là những người trước đây đã làm việc với các nghệ sĩ như Justin Bieber, Selena Gomez và Gwen Stefani. Về mặt ca từ, nguồn cảm hứng cho bài "Heavy" đến từ cuộc trò chuyện của các thành viên ban nhạc về những khó khăn và rắc rối trong cuộc sống của chính họ.  Từ đó, họ thấy rằng có một số sự việc nặng nề diễn ra trong cuộc sống của nhau.  Bennington nói rằng về mặt cá nhân, ông đang gặp khó khăn trong cuộc sống, ngay cả trong một ngày tốt lành. Ông nói rằng câu mở đầu "I don't like my mind right now" (tạm dịch: "Tôi không thích tâm trí của mình lúc này") là tình trạng của ông ấy 24 giờ một ngày. Trong một cuộc phỏng vấn với Music Choice, Bennington nói về bài hát: "Hầu hết các vấn đề của tôi đều là những vấn đề do chính tôi gây ra. Đó là nội dung của bài hát - thời điểm khi bạn đối diện nó một cách có ý thức. Một khi bạn thừa nhận nó là gì, bạn có thể tách mình ra khỏi nó và làm điều gì đó về nó, thay vì chỉ kẹt ở trong đó. " 
Trong một loạt video được phát hành trước khi đĩa đơn ra mắt, Joseph Hahn đã đưa ra ý tưởng mang một nữ ca sĩ vào ca khúc, mà ông mô tả là "một ý tưởng khác lạ đối với chúng tôi, có thể mang lại cho [bài hát] năng lượng mà nó cần."  Bennington, khi hợp tác với Michaels để sáng tác ca khúc và nghe giọng hát thô của cô ấy, đã đề nghị cô ấy hát trong phiên bản cuối cùng, tuy nhiên cô ấy đã từ chối và nói rằng cô ấy muốn ở sau hậu trường. Bennington đã thu âm một phiên bản hoàn toàn bằng giọng hát của mình trong trường hợp ban nhạc không thể tìm thấy một ca sĩ nữ phù hợp, trong lúc đó ban nhạc tiếp tục cuộc tìm kiếm của họ.
Ban nhạc được giới thiệu với Kiiara thông qua Zane Lowe, người đã từng nói trong một cuộc phỏng vấn rằng Linkin Park là ban nhạc yêu thích của cô. Lowe đã liên hệ với ca sĩ Shinoda, người đang rất tò mò xem âm nhạc của Kiiara, như đĩa đơn "Gold", khác với các tác phẩm trước của Linkin Park như thế nào. Zane đã giúp Shinoda liên hệ với Kiiara, và cuối cùng ban nhạc quyết định hợp tác với cô ấy. Kiiara chỉ thu âm giọng hát cho bài hát, vì lời và nhạc đã được sáng tác trước khi cô ấy tham gia. Các nhà sản xuất âm nhạc Emily Wright và Andrew Bolooki đảm nhận phần sản xuất giọng hát. Ban nhạc đã duyệt qua phần âm nhạc tổng thể. Shinoda đề cập rằng việc thêm giọng nữ mang lại nhiều ý nghĩa hơn cho bài hát, ám chỉ rằng bài hát không chỉ nói về cuộc đấu tranh của duy nhất một người.

## Đón nhận
"Heavy" nói chung nhận được những đánh giá tiêu cực từ các nhà phê bình, với những lời phàn nàn thường tập trung vào việc ban nhạc chuyển từ phong cách nu metal sang âm hưởng hơi hướng pop.  Anna Gaca từ Spin cho rằng bài hát là một nỗ lực thất bại trong việc duy trì sự tân thời với các ban nhạc rock rap nổi tiếng hiện nay như Twenty One Pilots, và kết luận rằng "Vậy thì: Heavy tệ đến mức nào? Nó không tệ như bạn nghĩ. Nó sẽ làm bạn khó chịu không hơn không kém bất kỳ bản song ca nhạc pop thịnh hành nào khác mà bạn có thể nghe thấy trên radio khi bạn đang ở phòng gym hoặc siêu thị hoặc gì đó. Khá là ngạc nhiên khi thấy Linkin Park chịu thua một cách đáng xấu hổ để cố gắng leo thử bảng xếp hạng, nhưng đó là luật lệ của cuộc chơi."  Emmy Mack từ Music Feeds cũng tiêu cực tương tự, cho rằng thật trớ trêu khi đặt tên bài hát là "Heavy" trong khi bài hát nghe giống như "một bản song ca dance-pop trong đó Chester cố gắng bắt chước Twenty One Pilots một cách tồi tệ và đan xen các khổ hát với một giọng ca nhạc pop khách mời ngẫu nhiên."  Allison Stewart từ The Washington Post gọi bài hát là "ì ạch" và nói rằng nó "bắt chước, về cảm giác chứ không phải âm thanh, bài hát "Closer" của Chainsmokers, với Kiiara thay thế cho Halsey." 
Phản ứng của người hâm mộ đối với bài hát cũng tiêu cực không kém. Sự tiêu cực đã tạo cảm hứng cho ban nhạc Bloodywood thu âm lại bài hát theo phong cách nu metal từ các album Hybrid Theory và Meteora của Linkin Park, thu hút sự chú ý của nhiều trang web âm nhạc như Loudwire và Team Rock, sau đó tuyên bố "đúng ra đó mới là Heavy của Linkin Park."  Bản cover và sự tiếp nhận tiêu cực thậm chí còn nhận được sự chú ý của ban nhạc. Họ đã chơi một cách hờ hững một phần bản cover trong một video buổi diễn tập, và Bennington nói đùa ở phần cuối "Hybrid Theory chết tiệt của các bạn đấy...".

## Phát hành và quảng cáo
Bài hát được phát hành dưới dạng đĩa đơn đầu tiên trong album phòng thu thứ 7 của họ, One More Light. Nó được phát hành kỹ thuật số vào ngày 16 tháng 2 năm 2017.  Video âm nhạc của bài hát đã được phát hành vào ngày 9 tháng 3 thông qua kênh YouTube chính thức của họ. Ban nhạc đã phát hành một video lời của bài hát vào cùng ngày. Đây là đĩa đơn cuối cùng của ban nhạc được phát hành trong cuộc đời của ca sĩ Chester Bennington, khi ông qua đời do tự sát 5 tháng sau khi phát hành.

### Biểu diễn trực tiếp
Bài hát đã được biểu diễn trực tiếp vào ngày phát hành đĩa đơn qua Facebook dưới dạng một phiên bản "rút gọn", acoustic với Shinoda đánh piano, Delson đánh guitar, Bennington và Kiiara hát, cùng với màn trình diễn tương tự cho các đĩa đơn trước đây "Burn It Down" và "Crawling". Toàn bộ ban nhạc cùng với Kiiara sau đó đã biểu diễn bài hát này trực tiếp cùng nhau trên The Late Late Show with James Corden vào ngày 27 tháng 2 năm 2017. Nó cũng được biểu diễn với toàn bộ ban nhạc trong Lễ trao giải Âm nhạc ECHO tại Đức vào ngày 6 tháng 4 năm 2017.
"Heavy" được biểu diễn bởi các thành viên còn lại của Linkin Park với khách mời Kiiara và Julia Michaels trong buổi hòa nhạc tri ân 'Linkin Park and Friends: Celebrate Life in Honor of Chester Bennington' vào ngày 27 tháng 10 năm 2017.

## Video âm nhạc
Video âm nhạc bắt đầu với việc Chester Bennington và Kiiara vật lộn với bản sao của chính họ. Bản sao của Kiiara thì lởn vởn trong khi Bennington bắt đầu chiến đấu với bản sao của ông. Cuối cùng, Bennington rời khỏi nhà để tham gia nhóm hỗ trợ của mình. Trong các cuộc thảo luận, ông phải đối đầu với một trong những thành viên trong nhóm, trong khi Kiiara đang quan sát họ từ bên dưới chiếc áo hoodie của cô. Bennington giận dữ bỏ đi và vào phòng tắm. Trong phòng tắm, ông đánh tay đôi với bản sao của mình. Sau đó, Kiiara vào cùng một phòng tắm, nơi Bennington bị con quỷ của ông đẩy vào tường và ngã xuống và bị Kiiara bắt. Đoạn video kết thúc với cảnh cả hai ngồi bên nhau, Kiiara đặt tay lên vai Bennington.
Tính đến tháng 2 năm 2021, bài hát đã có 170 triệu lượt xem trên YouTube.

## Doanh số thương mại
"Heavy" ra mắt ở vị trí thứ 52 trên bảng xếp hạng US Billboard Hot 100, bán được 35.000 lượt tải xuống trong tuần đầu tiên. Bài hát rơi xuống vị trí thứ 82 vào tuần sau đó và từ từ tăng lên vị trí thứ 50, cũng là vị trí cao nhất. Bài hát trở lại bảng xếp hạng vào tháng 8 năm 2017, sau cái chết của trưởng nhóm Chester Bennington, và đạt đến đỉnh mới là 45. Nó cũng đã được chứng nhận Vàng vào tháng 9 năm 2017.

## Danh sách ca khúc
| Tải xuống kỹ thuật số, Đĩa đơn CD quảng bá Anh | Tải xuống kỹ thuật số, Đĩa đơn CD quảng bá Anh | Tải xuống kỹ thuật số, Đĩa đơn CD quảng bá Anh |
| STT                                            | Nhan đề                                        | Thời lượng                                     |
| ---------------------------------------------- | ---------------------------------------------- | ---------------------------------------------- |
| 1.                                             | "Heavy" (hợp tác Kiiara)                       | 2:49                                           |

| Đĩa đơn CD Châu Âu | Đĩa đơn CD Châu Âu                     | Đĩa đơn CD Châu Âu |
| STT                | Nhan đề                                | Thời lượng         |
| ------------------ | -------------------------------------- | ------------------ |
| 1.                 | "Heavy" (hợp tác Kiiara) (Bản Album)   | 2:49               |
| 2.                 | "Heavy" (hợp tác Kiiara) (Bản Nhạc cụ) | 2:49               |

| Đĩa đơn CD quảng bá Benelux (Benelux) | Đĩa đơn CD quảng bá Benelux (Benelux)          | Đĩa đơn CD quảng bá Benelux (Benelux) |
| STT                                   | Nhan đề                                        | Thời lượng                            |
| ------------------------------------- | ---------------------------------------------- | ------------------------------------- |
| 1.                                    | "Heavy" (hợp tác Kiiara) (Bản chưa kiểm duyệt) | 2:49                                  |
| 2.                                    | "Heavy" (hợp tác Kiiara) (Nicky Romero Remix)  | 3:29                                  |

## Nhân sự
Ban nhạc
- Chester Bennington - ca sĩ chính
- Mike Shinoda - đàn organ, hát bè, sản xuất
- Brad Delson - guitar, sản xuất
- Dave "Phoenix" Farrell - guitar bass
- Joe Hahn - sampling, lập trình
- Rob Bourdon - trống

Nhạc sĩ bổ sung
- Kiiara - ca sĩ

Sản xuất
- Sáng tác: Mike Shinoda, Brad Delson, Chester Bennington, Julia Michaels và Justin Tranter
- Trình bày âm nhạc: Linkin Park
- Ca sĩ: Chester Bennington và Kiiara
- Ca sĩ hát bè: Mike Shinoda
- Sản xuất: Mike Shinoda và Brad Delson
- Sản xuất giọng hát: Emily Wright và Andrew Bolooki
- Phối âm: Serban Ghenea
- Kiiara góp mặt với sự cho phép của Atlantic Recording Corp.

Phối lại
Nicky Romero Remix sản xuất bởi:
- Niels van de Pavert
- Nick Rotteveel
- Mischa Lugthart

Ghi chú
- Danh đề từ trang web phát trực tuyến.[32]

## Xếp hạng
| Bảng xếp hạng (2017)                      | Vị trí cao nhất |
| ----------------------------------------- | --------------- |
| Úc (ARIA)                                 | 33              |
| Áo (Ö3 Austria Top 40)                    | 9               |
| Bỉ (Ultratip Flanders)                    | 4               |
| Canada (Canadian Hot 100)                 | 46              |
| Canada AC (Billboard)                     | 50              |
| Canada CHR/Top 40 (Billboard)             | 24              |
| Canada Hot AC (Billboard)                 | 26              |
| Cộng hòa Séc (Rádio Top 100)              | 29              |
| Cộng hòa Séc (Singles Digitál Top 100)    | 5               |
| France (SNEP)                             | 112             |
| Đức (GfK)                                 | 12              |
| Hungary (Rádiós Top 40)                   | 29              |
| Hungary (Single Top 40)                   | 21              |
| Hungary (Stream Top 40)                   | 23              |
| Ireland (IRMA)                            | 70              |
| Italy (FIMI)                              | 59              |
| Malaysia (RIM)                            | 2               |
| Hà Lan (Single Top 100)                   | 100             |
| New Zealand (Recorded Music NZ)           | 35              |
| Philippines (Philippine Hot 100)          | 39              |
| Ba Lan (Polish Airplay Top 100)           | 37              |
| Bồ Đào Nha (AFP)                          | 41              |
| Scotland (OCC)                            | 25              |
| Slovakia (Rádio Top 100)                  | 36              |
| Slovakia (Singles Digitál Top 100)        | 26              |
| Slovenia (SloTop50)                       | 40              |
| Tây Ban Nha (PROMUSICAE)                  | 44              |
| Sweden (Sverigetopplistan)                | 82              |
| Thụy Sĩ (Schweizer Hitparade)             | 8               |
| Anh Quốc (OCC)                            | 43              |
| Hoa Kỳ Billboard Hot 100                  | 45              |
| Hoa Kỳ Adult Pop Airplay (Billboard)      | 11              |
| Hoa Kỳ Alternative Songs (Billboard)      | 22              |
| Hoa Kỳ Dance/Mix Show Airplay (Billboard) | 28              |
| Hoa Kỳ Hot Rock Songs (Billboard)         | 2               |
| Hoa Kỳ Pop Airplay (Billboard)            | 16              |
| Hoa Kỳ Rock Airplay (Billboard)           | 44              |

| Bảng xếp hạng (2017)          | Vị trí |
| ----------------------------- | ------ |
| US Adult Top 40 (Billboard)   | 38     |
| US Hot Rock Songs (Billboard) | 5      |

| Bảng xếp hạng (2019) | Vị trí |
| -------------------- | ------ |
| Portugal (AFP)       | 2840   |

## Chứng nhận
| Quốc gia                                                    | Chứng nhận | Số đơn vị/doanh số chứng nhận |
| ----------------------------------------------------------- | ---------- | ----------------------------- |
| Úc (ARIA)                                                   | Gold       | 35.000‡                       |
| Đức (BVMI)                                                  | Gold       | 150.000‡                      |
| Ý (FIMI)                                                    | Gold       | 25.000‡                       |
| Thụy Sĩ (IFPI)                                              | Gold       | 10.000‡                       |
| Anh Quốc (BPI)                                              | Silver     | 200.000‡                      |
| Hoa Kỳ (RIAA)                                               | Gold       | 500.000‡                      |
| ‡ Chứng nhận dựa theo doanh số tiêu thụ và phát trực tuyến. |            |                               |